# Lean
 Der er for få eller ingen kildehenvisninger i denne artikel, hvilket er et problem. Du kan hjælpe ved at angive troværdige kilder til de påstande, som fremføres i artiklen.

 Denne artikel bør gennemlæses af en person med fagkendskab for at sikre den faglige korrekthed.

Lean eller lean produktion (en: lean production eller lean manufacturing) er en forretningsfilosofi der hovedsageligt er skabt på baggrund af TPS (Toyota Produktions System), som blev udviklet på Toyota-fabrikkerne i 1960'erne.Navnet TPS kan give indtryk af at det kun er nogle tekniske værktøjer som Toyota henviser til, men i virkeligheden er TPS i høj grad et spørgsmål om ledelse, lederens adfærd, lederens fokus, ledelsesprincipper og ledelsessystemer. Mange har forsøgt at implementere Lean værktøjer med skuffende resultater til følge. Lean er i høj grad et spørgsmål om ledelse - lean ledelse.
Filosofien sigter mod at skabe flow i opgaver, dvs. flow i materialer på et produktions gulvet og flow i informationer i virksomhedens IT systemer. Derudover tænker Toyota også på at skabe flow i den enkelte medarbejders opgaveløsning, dvs. at medarbejderen oplever at det er nemt at udføre opgaver uden at begå fejl. Lean sigter også mod at skabe en forbedringskultur, og alle medarbejdere hos Toyota er engageret i en eller flere forbedringsaktiviteter ud over deres daglige opgaver - "Please find improvement activities for everyone". På den måde skabes en helt anden dynamik og energi i virksomheden hvor innovation foregår på alle niveauer i virksomheden. Det modsatte er, at kun få dygtige medarbejdere og ledere arbejder med innovation og forbedringer, mens resten af virksomhedens medarbejdere siger "det har vi prøvet før, det virker ikke".

## Centrale "Lean"-begreber
Lean Ledelse
Et ledelsessystem bestående af 6 komponenter; Sande nord, operationelt standard arbejde, leder standard arbejde, visuel ledelse, ansvarlig opfølgning og medarbejder udvikling. Derudover findes der en lang lække ledelsesmæssige mantraer, herunder en anerkendende tilgang til ledelse;
- Problemer er skatte: Virksomhedens konkurrenter har formentlig samme problemer, og det er dem der udfører arbejdet der begår fejl. Derfor vil vi gerne have kendskab til fejl. Hvis vi vil have vores medarbejdere til at fortælle om fejl, kan vi ikke straffe dem eller give dem andre problemer når de fortæller om dem. Så vil det være lettere for medarbejderen ikke at fortælle om fejlen. Derfor mantra'et; problemer er skatte og husk at smil når medarbejderen fortæller om dem.
- Stil spørgsmål: Hvis du vil have dine medarbejdere til selv at tænke, så stop mikro ledelse og begynd at stil spørgsmål i stedet. Toyota's ledere er kendt for notorisk ikke at give svar på spørgsmål. I reglen vil de overfor medarbejdere svare med et modspørgsmål der får medarbejderen til at reflektere og selv at tænke. På den måde, sammen med en lang række værktøjer, træner Toyota lederen sine medarbejdere til at blive dygtige til at løse problemer. Resultatet er en forbedrings kultur. Dygtige Lean guruer betragter denne ledelses adfærd som en af nøglerne til Toyota's succes.

Flow
Hvad skal der være flow i? Der findes 3 typer generiske flow objekter; materialer, informationer og i sundhedsvæsnet har vi også patienter. Vi ønsker at flowobjekterne kommer gennem virksomhedens tværgående værdistrømme (=en række på hinanden følgende processer) på en kvalitetsmæssig ønskede måde, hurtigt og omkostningseffektivt.
Forbedringskultur / Kaizen Kultur
Når en medarbejder i en Lean virksomnhed går på arbejde bruger han grundliggende sin tid på to ting: Standard arbejde og forbedringsaktiviteter. Alle har (mere eller mindre) begge typer af opgaver.
PDCA (Plan - Do - Check - Act)
PDCA er standarden for hvordan ændringer foretages i Lean. Den kan bedst betegnes som en videnskabelig læringsmodel hvor alle ændringer følges op af refleksion og læring. Læringen danner så grundlag for efterfølgende aktiviteter.

### Cyklustid
Tiden for et produkt gennemløber en proces, målt ved observation. Benævnes også som den tid, det tager en operatør/automat/robot at gennemløbe alle arbejdsfunktioner før disse gentages.

### Værdiskabende tid
Den tid der bruges på forædling af produktet, som kunden betragter som værende værdiskabende, og er grunden til at kunden vælger det produkt frem for et andet.
Også betegnet som de operationer, kunden er indstillet på at betale for.
Ikke værdiskabende tid er transport, funktioner og egenskaber som kunden ikke kommer til at benytte samt kontrol (i nogen grad), reparationer mm.
Desuden anvendes også begrebet "Nødvendig, men ikke værdiskabende tid" om processer der ikke er værdiskabende, men er nødvendige for at den værdiskabende proces kan foregå.

### Gennemløbstid
Den tid det tager for et produkt at bevæge sig gennem en hel proces eller værdikæde. Tiden omfatter alle tider i forbindelse med håndtering og ventetider .
Om der vælges en proces, værdikæde eller produktets livscyklus afhænger af værdikædetegningen
Som tommelfingerregel gælder følgende: Værdiskabende tid < Cyklustid < Gennemløbstid

## Metoder inden for Lean

### MUDA – de 7 former for spild
Lean handler overordnet om, at man i alle processer og arbejdsopgaver kun udfører hvad der har værdi for kunden. Det kan også dreje sig om en intern kunde.
For at hjælpe med at synliggøre spildet anvender man i Lean 7 spildtyper:
- Overproduktion – producere mere end næste operation er klar til
- Transport – transport af varer eller materialer
- Ventetid – i forbindelse med eks. maskintid
- Overforædling – gøre produktet bedre end nødvendigt
- Lager – lagerbeholdninger i og uden for produktion
- Defekt – herunder også genbearbejdning
- Bevægelse – af mennesker – arme og ben

De 7 spildtyper kan dog være svære at arbejde med i administration, idet de udspringer fra produktion. Derfor kan en tilretning være nødvendig. I Danmark anvendes typisk en 8. spildtype omkring uudnyttet viden hos medarbejderne (se løbende forbedringer).

### De 5S'er
De 5S'er handler om organisering af arbejdspladsen. Med de 5S'er skabes en synlig og struktureret arbejdsplads. Fordele ved de 5S'er er mange – effektivitet, arbejdsmiljø, ergonomi.
De 5 S'er står for (japansk = dansk):
1. Seiri = Sortér.
2. Seiton = System i tingene.
3. Seiso = Systematisk rengøring.
4. Seiketsu = Standardiser.
5. Shitsuke = Selvdisciplin.

### Training Within Industry/ TWI
TWI J programmerne sikre en god oplæring af team lederne i forhold til at kunne løse 5 dagligdags problemer for Team Lederen. TWI programmerne anses også som fundamentet for Lean, den menneskelige side af Lean eller det manglende link til Lean.
- TWI Job Instruktion - At kunne træne sine medarbejder i det faglige arbejde
- TWI Job Relationer - at kunne motivere sine medarbejder (lederskab)
- TWI Job Metode - At kunne forbedre en arbejdsproces
- TWI Job Sikkerhed - At skabe et sikkert arbejdsmiljø
- TWI Problemløsning - At kunne analysere hvad der er det rigtige problem og herefter løse det.

### Toyota Kata
Toyota KATA er en forbedrings- og en coaching-metode, som sikrer en fortsat udvikling for virksomheden. Metoden bruger eksperimenter som en vej til at overkomme de forhindringer, vi står overfor dagligt, i stræben efter at opnå vores ønskede mål.
Kata er et japansk ord, der betyder "mønster" eller "rutine", og det bruges ofte i kampsport for at beskrive en grundlæggende teknik eller en måde at øve på. Det er baseret på ideen om at etablere rutiner og mønstre for adfærd og tænkning, der fører til konstante forbedringer. Denne tilgang involverer to centrale begreber: Coaching Kata og Improvement Kata.
Coaching Kata er en proces, hvor en coach hjælper en medarbejder med at opbygge de rigtige rutiner og mønstre for at opnå mål og kontinuerlige forbedringer. Improvement Kata er selve metoden til at identificere og implementere forbedringer ved hjælp af eksperimenter og læring.
Toyota Kata er en del af Toyotas Lean Manufacturing-filosofi og er blevet adopteret af mange andre organisationer og brancher som en effektiv måde at opnå kontinuerlig forbedring på.

### Løbende forbedringer
Hele grundstenen i Lean er, at arbejde med løbende forbedringer (Kaizen på japansk). Løbende forbedringer handler om, at ingen proces er perfekt og derfor kan den forbedres.